# Jupiter LXI
Jupiter LXI (désignation provisoire S/2003 J 19) est un satellite naturel de Jupiter.

## Caractéristiques physiques
Peu de choses sont connues sur S/2003 J 19, mais il s'agit de l'un des plus petits satellites naturels de Jupiter. Avec une magnitude de 16,7, il posséderait un diamètre moyen d'environ 1,5 kilomètre.

## Orbite
S/2003 J 19 orbite autour de Jupiter à la distance moyenne de 20 682 998 km en un peu plus de 700 jours, avec une inclinaison de 163° sur l'écliptique et une excentricité de 0,33. Comme tous les satellites externes de Jupiter, il est rétrograde.
S/2003 J 19 pourrait faire partie du groupe de Carmé. Ses éléments orbitaux n'étant pas connus avec précision, cette appartenance n'est pas déterminée de façon définitive.

Diagramme illustrant l'orbite des satellites irréguliers de Jupiter. Le groupe de Carmé est visible sur le centre-gauche.
Diagramme illustrant l'inclinaison des membres du groupe de Carmé en fonction du demi-grand axe.

## Historique
S/2003 J 19 fut découvert par l'équipe de Scott Sheppard sur des images datant du 6 février 2003 ; la découverte fut annoncée le 12 avril 2003.
En 2007, son orbite n'étant pas encore confirmée, le satellite conserve sa désignation provisoire, laquelle indique qu'il fut le 19e satellite imagé autour de Jupiter en 2003.
Le satellite reçoit sa désignation permanente, Jupiter LXI, le 25 septembre 2018 dans la Minor Planet Circular no 111804.